# Petrovi přátelé
Petrovi přátelé (v anglickém originále Peter's Friends) je britský komediální film z roku 1992. Film režíroval a produkoval Kenneth Branagh, scénář napsali Rita Rudnerová a Martin Bergman. Snímek vypráví příběh šesti přátel, které ztvárnili Stephen Fry, Kenneth Branagh, Alphonsia Emmanuelová, Hugh Laurie, Imelda Stauntonová and Emma Thompsonová. 

## Obsazení
- Hugh Laurie jako Roger Anderson
- Kenneth Branagh jako Andrew Benson
- Stephen Fry jako Peter Morton
- Alphonsia Emmanuelová jako Sarah Johnsonová
- Emma Thompsonová jako Maggie Chesterová
- Imelda Stauntonová jako Mary Anderson
- Phyllida Lawová jako Vera
- Rita Rudnerová jako Carol Bensonová
- Tony Slattery jako Brian
- Alex Lowe jako Paul
- Richard Briers jako Lord Morton

## Přijetí

### Tržby
Film vydělal přes 4 miliony dolarů ve Spojených státech a jen za rok 1992 film vydělal ve Spojeném království 3,1 milionu liber.

### Recenze
Film byl dobře přijat většinou kritiků. Na Rotten Tomatoes získal hodnocení 65 % na základě recenzí od 37 kritiků.

### Nominace
| Ocenění                              | Kategorie                      | Nominovaný       | Výsledek |
| ------------------------------------ | ------------------------------ | ---------------- | -------- |
| Evening Standard British Film Awards | Nejlepší herečka               | Emma Thompsonová | vítězka  |
| Evening Standard British Film Awards | Cena Petra Sellerse za komedii | Kenneth Branagh  | vítěz    |
| Goya Awards                          | Nejlepší evropský film         | Petrovi přátelé  | nominace |